# 양과동정
양과동정(良瓜洞亭)은 광주광역시 남구 이장동에 있는 조선시대의 건축물이다. 1990년 11월 15일 광주광역시의 문화재자료 제12호로 지정되었다.

## 개요
이 정자는 이 곳 출신 인물들이 간관(諫官)으로 많이 진출하여 여기서 나라 일을 의논하였다고 해서 '간원대(諫院臺)'라고도 한다. 세운 때는 정확히 알 수 없으나 양과동정(良瓜洞亭)이라는 글씨는 송시열(宋時烈,1607~1689)이 쓴 것이다.
양과동정은 동약(洞約)이나 향약(鄕約)의 시행처로 활용되었기 때문에 동정(洞亭)이라는 이름을 썼으며, 정자 안에는 누정 시문과 <양과동적입의서(良瓜洞籍立議序)>나 <양과동정향약서(良瓜洞亭鄕約序)>와 같은 동약과 향약에 관련된 글들이 걸려 있다.

## 참고 자료
- 양과동정 - 국가유산청 국가유산포털